# Wojna uczuć
Wojna uczuć (ang. In Transit) – brytyjsko-rosyjski melodramat wojenny z 2008 roku w reżyserii Toma Robertsa. Wyprodukowana przez wytwórnię Peach Arch Films.
Premiera filmu odbyła się 4 marca 2008 w Rosji oraz 31 maja 2010 w Wielkiej Brytanii. Zdjęcia do filmu zrealizowano w Petersburgu w Rosji.

## Opis fabuły
Akcja filmu rozgrywa się w ZSRR w 1946 roku. Grupa niemieckich jeńców wojennych trafia do sowieckiego obozu. Władzę w nim sprawuje sadystyczny komendant Pawłow (John Malkovich). Strażniczkami są zaś kobiety, które na wojnie straciły bliskich. Lekarka Natalia (Vera Farmiga) zakochuje się w jednym z więźniów, Maksie (Thomas Kretschmann).

## Obsada
Źródło: Filmweb
- Thomas Kretschmann jako Maks
- Vera Farmiga jako Natalia
- Ingeborga Dapkūnaitė jako Wiera
- Daniel Brühl jako Klaus
- Thekla Reuten jako Jelena
- Jewgienij Mironow jako Andriej
- John Malkovich jako Pawłow
- Natalie Press jako Zina